# Leusden
Leusden est une commune et une ville des Pays-Bas, en province d'Utrecht.

## Histoire

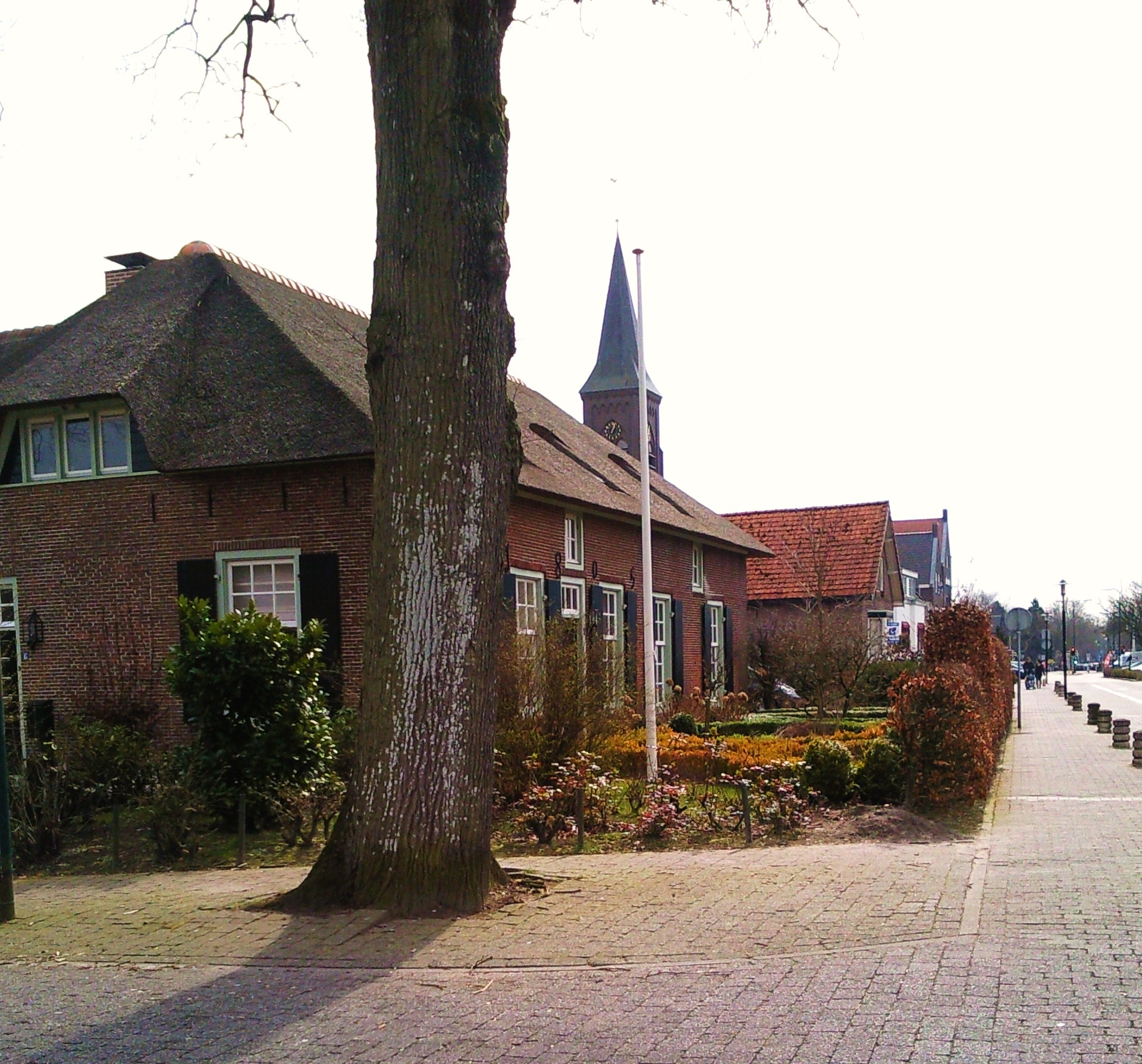
Le vieux centre de Leusden

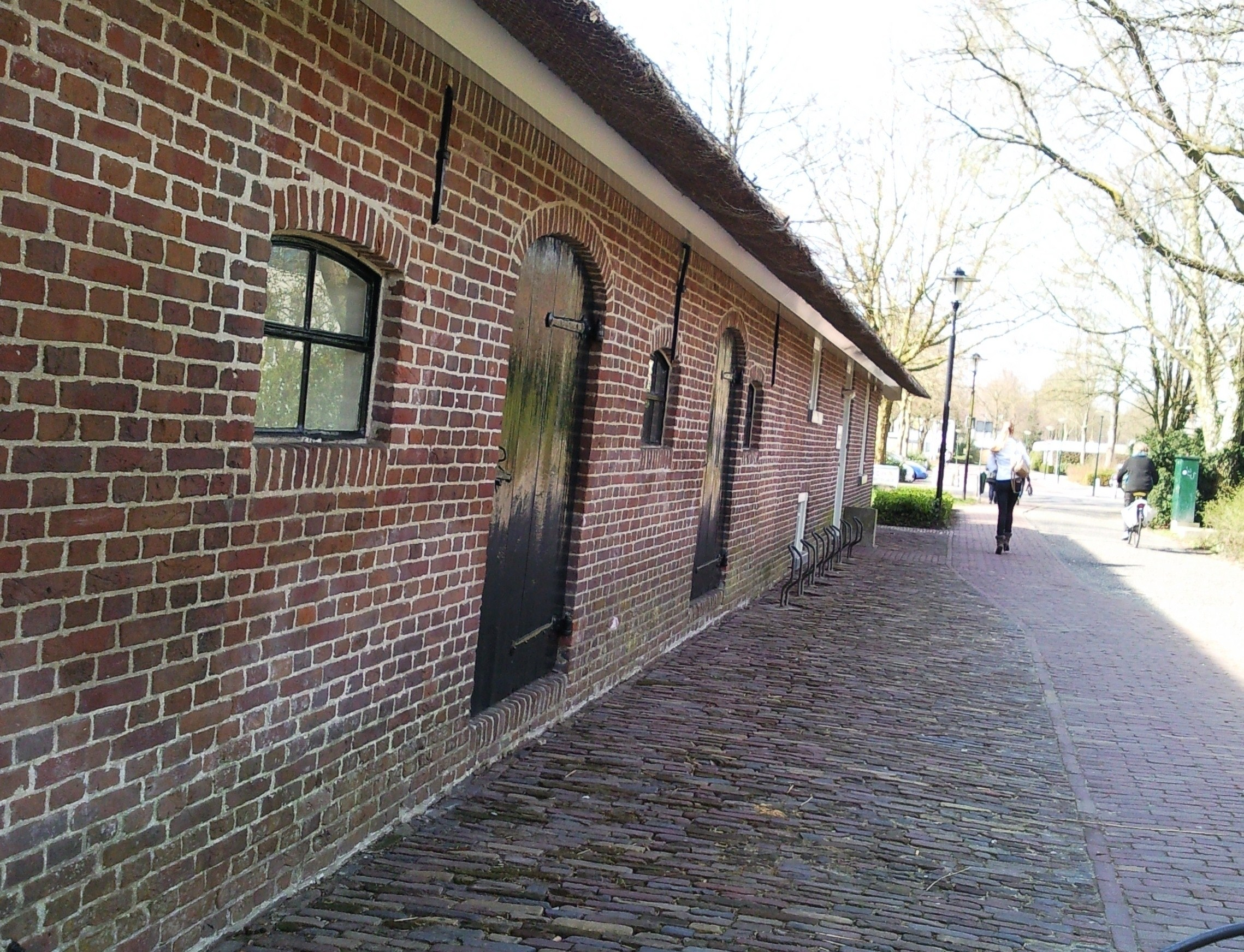
Vieille maison

Au XVIIIe siècle, le navire Leusden de la Compagnie néerlandaise des Indes occidentales est probablement nommé en honneur de la localité.
La commune de Leusden existe dans sa forme actuelle depuis la fusion avec la commune de Stoutenburg en 1969. Initialement, la commune de Leusden comportait deux villages, Leusbroek et Hamersveld, qui ont connu dans les années 1960 et 1970 d'importants agrandissements et travaux d'urbanisme. Ces villages ont été renommés Leusden-Zuid et Leusden-Centrum (de nos jours, Leusden tout court).

## Localités

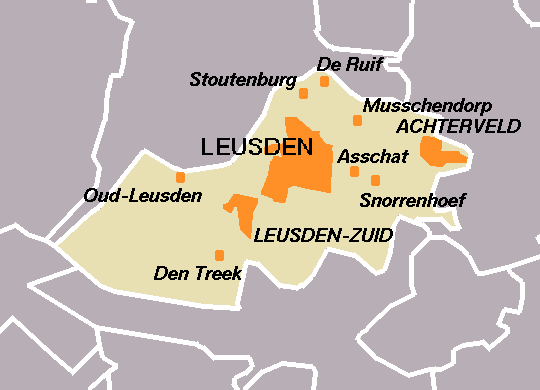
Commune de Leusden

En plus de Leusden même, la commune comprend les villages d'Achterveld, Leusden-Zuid et Stoutenburg, ainsi que plusieurs hameaux.

## Personnalités
- Gerrit Achterberg (1905-1962), poète, décédé à Leusden

- Anna Griese-Goudkuil (1903-1945), résistante communiste, décédée à Leusden lors d'un bombardement